# Lima Duarte (kommun)
Lima Duarte är en kommun i Brasilien.   Den ligger i delstaten Minas Gerais, i den sydöstra delen av landet, 800 km sydost om huvudstaden Brasília. Antalet invånare är 16 166.
Följande samhällen finns i Lima Duarte:
- Lima Duarte

Omgivningarna runt Lima Duarte är huvudsakligen savann. Runt Lima Duarte är det ganska glesbefolkat, med 34 invånare per kvadratkilometer.